# Rudolf John Gorsleben

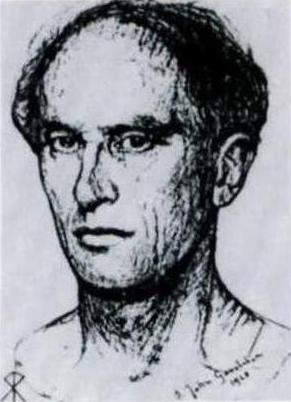
Rudolf John Gorsleben; zeitgenössische Illustration Anfang der 1940er Jahre

Rudolf John Gorsleben (eigentlich Rudolf John) (* 16. März 1883 in Metz; † 23. August 1930 in Bad Homburg vor der Höhe) war ein ariosophisch orientierter Runologe und Esoteriker, der eine „originär rassistische Mysterienreligion“ schuf. Seine Spezialgebiete waren die Edda sowie Runen und Runenmagie.

## Leben
Gorsleben wuchs in Elsaß-Lothringen auf und ging vor dem Ersten Weltkrieg nach München. Er wollte zunächst zum Theater und schrieb 1913 ein Stück mit dem Titel Der Rastaquär, welches kurze Zeit in München aufgeführt wurde. Er arbeitete auch als Journalist und gab eine Flugblatt-Zeitschrift unter dem Namen Allgemeine Flugblätter Deutscher Nation heraus, die nationalistisch und alldeutsch ausgerichtet waren. Bei Kriegsausbruch meldete er sich freiwillig bei einem bayrischen Regiment, das zwei Jahre an der Westfront kämpfte. Danach wechselte er zu einer Einheit, die die osmanische Armee im Kampf gegen Beduinenstämme in Arabien unterstützte. Gorsleben hatte bei Kriegsende den Rang eines Leutnants und erhielt zwölf militärische Auszeichnungen.
Für das Anfang 1919 geschaffene Reichswehrkommando 4, die Nachrichten-, Presse- und Propagandaabteilung, die die politische Aufklärung der Truppe zur Aufgabe hatte, wurde er von dessen Leiter, Hauptmann Mayr, ebenso wie Gottfried Feder und Karl Alexander von Müller als politischer Lehrer angeworben.
Nach dem Krieg kehrte Gorsleben nach München zurück, wo er Dietrich Eckart kennenlernte. Über ihn lernte er die Thule-Gesellschaft kennen und schloss sich dieser an. Im April 1919 wurde er zusammen mit Eckart von kommunistischen Mitgliedern der Münchner Räterepublik als Geisel inhaftiert. Nur Eckarts Schlagfertigkeit beim Verhör verhinderte die gemeinsame Exekution. Am 18. Dezember 1920 hielt er in der Thule-Gesellschaft einen Vortrag über den „arischen Menschen“.
Für den radikal antisemitischen Deutschvölkischen Schutz- und Trutzbund wurde er im Juni 1921 Gauleiter für Südbayern und geriet bald in interne Parteistreitigkeiten. Im Zuge dieser Auseinandersetzungen wurde er im Januar 1922 von der Bundesleitung abgesetzt. Zuvor war Gorsleben eine Allianz mit Julius Streicher eingegangen. Nach weiteren internen Streitigkeiten, die sich noch nach seiner Absetzung bis Mitte 1922 fortsetzten, wandte er sich von der Politik ab und widmete sich vornehmlich seinen ideologischen und literarischen Interessen.
1922 zog er nach Dinkelsbühl, wo er unter anderem in den Fachwerken Runen zu erkennen glaubte. Hierzu erschien 1928 sein Buch über das Geheimnis von Dinkelsbühl. In München übernahm er 1926 ein Wochenblatt, das er in Deutsche Freiheit, später in Arische Freiheit und schließlich in Hagal umbenannte. Er wurde zudem Schriftleiter der Zeitschrift für Menschenerkenntnis.
Gorsleben gehörte zum Freundeskreis des Lanz von Liebenfels, wo er unter dem Namen Fra Rig als Neutempeleise zu Staufen geführt wurde. Als Mitglied des von Lanz am 25. Dezember 1900 gegründeten Ordo Novi Templi (Neutemplerorden) und der Guido-von-List-Gesellschaft wurde er von der Ariosophie, wie sie von Guido von List und Lanz von Liebenfels vertreten wurde, inspiriert.
Die Edda hat er ins Deutsche übertragen (sogenannte „Gorsleben-Edda“). Das Werk erschien zuerst 1920 und in der Folge in weiteren Auflagen. Daneben schrieb er unter anderem Gedichte, eine Komödie und seine Kriegserinnerungen. Von der Edda behauptete er, sie sei in Atlantis erschienen. In der Edda sah er ebenso wie in der Bibel und in den Veden geheime Inhalte urarischer Herkunft, die er deuten wollte.

## Die Edda-Gesellschaft
Gorsleben gründete am 29. November 1925 in Dinkelsbühl die Edda-Gesellschaft, eine Art Lesergemeinde um die Edda-Übersetzung Gorslebens, und hatte in den folgenden Jahren mehrere hundert Mitglieder. Die Edda-Gesellschaft, der er als Kanzler vorstand, wirkte in der Anfangszeit der Ende Juli 1933 gegründeten Arbeitsgemeinschaft Deutsche Glaubensbewegung durch mehrere Einzelmitglieder mit. Die Mitgliedschaft war unabhängig von der Mitgliedschaft in anderen religiösen Gemeinschaften. Nach dem Tod Gorslebens 1930 wurde Werner von Bülow neuer Vorsitzender, der bereits seit 1929 neuer Schriftleiter der Zeitschrift der Edda-Gesellschaft Hag All (Hagall) war. Anfang der 30er geriet die Edda-Gesellschaft in finanzielle Schwierigkeiten und musste häufig das Format und den Verlag wechseln. Bülow versuchte über Karl Maria „Weisthor“ Wiligut den Absatz der Zeitschrift Hagal und die Mitgliederlisten zu vergrößern, indem Wiligut beim Reichsführer SS und Walther Darré Werbung für Hagal machte. In der Folge traten mehrere SS-Abschnitte in die Edda-Gesellschaft ein. Um 1937/38, als es der Zeitschrift abermals schlecht ging, gab es Verhandlungen, Hagal durch das SS-Ahnenerbe übernehmen zu lassen (Hier entschied man sich allerdings für 'Germanien'). Wiligut empfahl Bülow dem Chef des RuSHA als Leiter des dortigen Abteilung VII. Später reichte Bülow seine Abhandlung über die Irminsul beim Ahnenerbe Forschungswerk Wald und Baum in der arisch-germanischen Geistes- und Kulturgeschichte, allerdings erfolglos, ein.
Das vom Ahnenerbe initiierte Forschungswerk sollte die Rolle des Baumes (etwa als Weltenbaum Yggdrasil, als Weltachse, als Irminsul, Questenbaum usw.) bei indogermanischen Völkern religionswissenschaftlich untersuchen. Sogar noch in Kriegszeiten, 1942, versuchte von Bülow das SS-Ahnenerbe für ein Manuskript zur Kalenderscheibe von Fossum zu interessieren, worin er ein Missing Link und den Beweis für das Alter und die indogermanische Verbreitung einer prä-runischen Sinnbildschrift sah.
Die Zeitschrift Hagal hatte nach eigenen Angaben über 2000 Abonnenten, die weit über den Kreis der Mitglieder hinausgingen. Ein großer Teil der Abonnenten trat 1933 dem Kampfbund für deutsche Kultur bei.
Die religiöse Zielsetzung der Edda-Gesellschaft wird aus dem Untertitel ihrer Zeitschrift deutlich: Arische Freiheit. Monatsschrift für Arische Gottes- und Welterkenntnis, für seelische Läuterung, geistige und körperliche Hochzucht durch artgerechtes Wissen und Weisen, Wirken und Werden, Richten und Raten, Schauen und Schaffen, Helfen und Heilen, Ackern und Ernten, Atmen und Essen zur Lebensmeisterschaft. Sie war also ganzheitlich, metaphysisch und mystisch orientiert und versuchte das indogermanische (arische) religionsphilosophische Erbe zu erforschen und in eine idealistische, lebensreformerische Naturphilosophie und Weltanschauung zu integrieren.

## Rezeption
Gorslebens Edda-Übersetzung wurde unter anderem von Mathilde Ludendorff rezipiert. Sein Werk Hoch-Zeit der Menschheit, das sich in erster Linie mit Runenkunde beschäftigt und 1930 im Leipziger Verlag Koehler & Amelang erschien, wird noch heute in neopaganistischen und religiös-völkischen Kreisen empfohlen und gilt als Standardwerk der arischen Runen-, Rassen- und Religionskunde. In diesem Buch legte er seine Weltanschauung nieder und „mischte in ariosophischer Manier völkische Elemente, wie Rassismus, Kulturpessimismus, Wissenschaftskritik und Antimaterialismus, mit Versatzstücken aus Werken von List und Lanz“. Gorsleben behauptete, die Ur-Schrift, Ur-Sprache und Ur-Sinn in den Runen entdeckt zu haben. Die Quelle für seine Spekulationen war einerseits die Lieder-Edda, andererseits die Bibel. Das Buch wurde 1981 und 1986 vom Bremer Faksimile-Verlag/ Versand neu herausgegeben. Eine weitere Ausgabe von 1993 wurde in der Bundesrepublik Deutschland verboten.
Gorslebens Schrift Die Überwindung des Judentums in uns und außer uns (Deutscher Volksverlag, München 1920) wurde nach Ende des Zweiten Weltkrieges in der Sowjetischen Besatzungszone auf die Liste der auszusondernden Literatur gesetzt.
Gorslebens Runenmagie und -symbolik wird heute auch von zahlreichen Esoterikern, weit über den engen Kreis neopaganistisch-völkischer Gruppen hinaus, wenn auch unter Ablehnung der rassistischen Elemente, rezipiert. Dagegen werden Gorslebens völkische Ideologeme von Kreisen der Neuen Rechten und von Sigrid Hunke aufgegriffen. Uwe Puschner analysiert anhand Gorsleben, dass das völkische Dogma der Einheit von Religion und Rasse zwangsläufig in den Antisemitismus münde. So heißt es bei Gorsleben, da „in jedem Arier […] noch ein Rest vom Willen zum Guten […] als ein Trümmerstück des Göttlichen aus Rasse und Religion [erhalten ist]“, sei „der Jude […] bereits durch die Geburt wie durch Gesetz und Erziehung vom Willen zum Bösen bestimmt“. Gorsleben adaptierte das Wurzelrassesystem aus der Geheimlehre Blavatskys und war ein Befürworter der These Hanns Hörbigers, wonach Atlantis infolge einer Annäherung des Mondes untergangen sei.

## Zeitschrift
- Deutsche Freiheit. Monatsschrift für Arische Gottes- und Welterkenntnis. Herausgegeben von Rudolf John Gorsleben, 1925 bis 1926, München (3.1925 und 4.1926).
- Arische Freiheit. Monatsschrift für arische Gottes- u. Welterkenntnis, 1927, Dinkelsbühl (5.1927).
- Hag-All, All-Hag. Zeitschrift für arische Freiheit. Edda-Gesellschaft, 1930 bis 1934, Mittenwald, Obb. (7.1930 bis 11.1934).

## Werke
- Der Freibeuter, Drama, 1913.
- Der Rastäquar, Drama, 1913.
- Die königliche Waschfrau, Lustspiel, 1918.
- Die Überwindung des Judentums in uns und außer uns. 71 S., Deutscher Volksverlag Dr. Ernst Boepple, München 1920.
- Die Edda. Übertragen von Rudolf John Gorsleben. Die Heimkehr (W. Simon, Buchdr. u. Verlag), Pasing 1920.
- Gedichte, 1921.
- Das Blendwerk der Götter (Gylfaginning). Aus d. jüngeren Edda ins Hoch-Deutsche übertr. von Rudolf John Gorsleben. 75 S., Die Heimkehr (W. Simon, Buchdr. u. Verlag), Pasing 1923.
- Die Edda, Band 1. Lieder - Edda. Heldenlieder, Sprüche, Götterlieder – was wirklich in der Edda steht. Reprint von 2002, ISBN 3-8311-4000-6.
- Festschrift zum fünfundzwanzigjährigen Bestehen des Hammer 1901–1926. Den Mitarbeitern zugeeignet. Hammer, Leipzig 1926. Sammelwerk. Enthält: Rudolf John Gorsleben: Gedanken um Zeit und Ewigkeit.
- Das Geheimnis von Dinkelsbühl. Eine tiefgründige und doch kurzweilige Abhandlung über den Ursprung der Stadt, ihre Geschichte, die Herkunft des Wappens, über den Brauch der uralten „Kinderzeche“ und über die Bedeutung einer rätselhaften Inschrift der Geheimen Bruderschaft der Bauhütte, hauptsächlich an Hand der Kenntnis der Runen / entdeckt, entziffert u. erklärt von Rudolf John Gorsleben, 70 S., Brückner, Berlin 1928 (Wunder der Heimat, H. 1).
- Hoch-Zeit der Menschheit. XXV, 689 S., Ill., Koehler & Amelang, Leipzig 1930.
- Hoch-Zeit der Menschheit. XXV, 689 S., Ill., Neudr. der Ausgabe Leipzig 1930, Faksimile-Verl./Versand, Bremen 1981 (Historische Faksimiles).
- Hoch-Zeit der Menschheit. XXV, 764 S., Ill., Faks.-Nachdr. der Ausg. Leipzig 1930, Faks.-Verlag, Bremen 1993, ISBN 3-8179-0025-2 (Serie Forschungsreihe „Historische Faksimiles“).